# Retro Engine
Retro Engine è un motore grafico multipiattaforma sviluppato dal programmatore australiano Christian "Taxman" Whitehead, meglio conosciuto per i remake ufficiali di Sonic CD, 1 e 2 e lo sviluppo di Sonic Mania.

## Osservazione
Contrariamente ai motori grafici moderni, Retro Engine è principalmente progettato per creare giochi bidimensionali con grafica 2D, come quelli rilasciati per l'era dei 16-bit e 32-bit, come Sega Saturn, Sega Mega Drive e Super Nintendo Entertainment System. Per questo motivo, il motore si focalizza maggiormente su grafica ed effetti raster.

## Storia
Christian Whitehead ha creato per la prima volta il Retro Engine per l'uso con un fangame del 2008 intitolato Retro Sonic, che si basa sui giochi Sonic originali rilasciati per Sega Mega Drive. Il gioco è diventato famoso dopo la sua uscita per la sua precisione nei giochi, nonostante non sia un hack ROM o modifica a un gioco Sonic esistente. Retro Sonic si unì successivamente con altri due fangame Sonic, Sonic XG e Sonic Nexus, per formare Retro Sonic Nexus.
Nel 2009, SEGA ha chiesto ai propri fan idee su un gioco da proporre su iOS. Come risposta, Whitehead ha prodotto un video dimostrativo che mostrava Sonic CD in esecuzione su un iPhone. In seguito, SEGA ha ufficialmente pubblicato la conversione nel 2011 per varie piattaforme, come Xbox 360, PlayStation 3, Microsoft Windows, iOS e Android. Whitehead, insieme al compagno di scena Sonic Simon "Stealth" Thomley, è stato successivamente incaricato di creare remake di Sonic 1 e Sonic 2 utilizzando quel motore, pubblicato per piattaforme mobili nel 2013. Whitehead, Thomley, e PagodaWest Games in seguito ha collaborato ad un nuovo titolo di Sonic, Sonic Mania, che gira su una versione aggiornata del Retro Engine. Il gioco è stato rilasciato nell'agosto 2017. Nel 2014, per celebrare il ventesimo anniversario dell'uscita di Sonic 3 & Knuckles, Whitehead e Thomley hanno prodotto una dimostrazione del concetto che mostrava il gioco usando il motore su un iPhone. Nonostante il supporto dei fan, il progetto non fu mai approvato da SEGA.

## Giochi che fanno uso di Retro Engine
| Anno | Titolo               | Sviluppatore(i)                             | Piattaforma(e)                                                                          |
| ---- | -------------------- | ------------------------------------------- | --------------------------------------------------------------------------------------- |
| 2007 | Retro Sonic          | Christian Whitehead                         | Microsoft Windows, Dreamcast                                                            |
| 2011 | Sonic CD             | Porting dei giochi originali del Sonic Team | Xbox 360, PlayStation 3, iOS, Android, Ouya, Microsoft Windows, Apple TV, Windows Phone |
| 2013 | Sonic the Hedgehog   | Porting dei giochi originali del Sonic Team | iOS, Android, Apple TV                                                                  |
| 2013 | Sonic the Hedgehog 2 | Porting dei giochi originali del Sonic Team | iOS, Android, Apple TV                                                                  |
| 2017 | Sonic Mania          | Whitehead, Headcannon, PagodaWest Games     | Nintendo Switch, Xbox One, PlayStation 4, Microsoft Windows                             |

## Accoglienza
I recensori hanno elogiato il Retro Engine per le sue prestazioni, che è stato definito l'equivalente all'emulazione dei giochi originali. TouchArcade ha fatto riferimento ai remaster di Sonic the Hedgehog e Sonic the Hedgehog 2 come "spettacolari".